# Борловениј Ној (Караш-Северин)
Борловениј Ној (рум. Borlovenii Noi) насеље је у Румунији у округу Караш-Северин у општини Пригор. Oпштина се налази на надморској висини од 373 m.

## Историја
По "Румунској енциклопедији" место Борловени је основано 1829. године. Прешли су ту Румуни из Старих Борловени, њих 48 породица. Било је у насељу 1880. године 552 становника.

## Становништво
Према подацима из 2002. године у насељу је живело 507 становника.

### Попис2002.
| Расподела становништва по националности 2002.‍ | Расподела становништва по националности 2002.‍ | Расподела становништва по националности 2002.‍ | Расподела становништва по националности 2002.‍ | Расподела становништва по националности 2002.‍ |
| --------------------------------------------- | --------------------------------------------- | --------------------------------------------- | --------------------------------------------- | --------------------------------------------- |
|                                               |                                               |                                               |                                               |                                               |
| Румуни                                        | Румуни                                        |                                               | 475                                           | 93,9%                                         |
| Роми                                          | Роми                                          |                                               | 31                                            | 6,1%                                          |